# SCUO
SCUO (акронім: англ. Sensors Controls Units Objects) — послідовність вогневого ураження у ході «мережевих» операцій виглядає у такій послідовності: Датчики (sensors)-органи управління (controls)-підрозділи (units)-окремі об'єкти (objects). Випереджувальне знищення датчиків системи розвідувально-інформаційного забезпечення супротивника дає змогу перервати ворожі ланцюги ураження цілі на їхніх ранніх етапах.
Використовується в Армії США.
Прийшла на зміну послідовності OUC: Objects — Units — Controls, характерної для повітряно-наземної операції.